# 태우
태우(1997년 5월 2일 ~ )는 대한민국의 가수다. 2021년 싱글 《Pause》로 데뷔했다.

## 방송
- 보컬플레이 2 (2019) - Top16(11위)
- 싱어게인 2 (2021) - Top26
- 빌드업 : 보컬 보이그룹 서바이벌 (2024) - Top30

## 음반
- Pause (2021)
- hitmeup (2021)
- moonlight (2022)